# Irvine (Californie)
Pour les articles homonymes, voir Irvine.

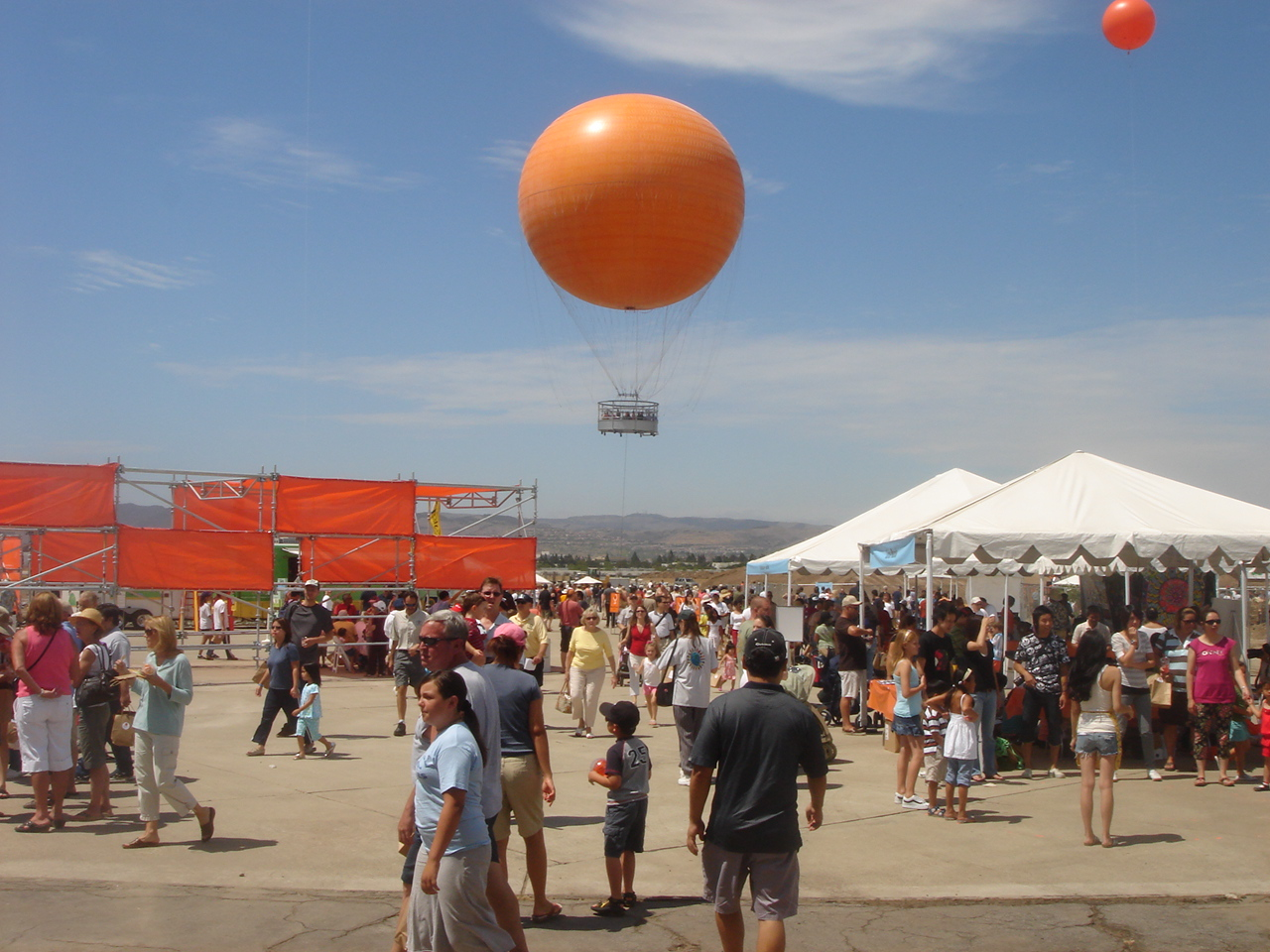
Ballon captif d'Irvine, exploité par Aerophile

Irvine (en anglais [ˈɜrvaɪn]) est une municipalité du comté d'Orange, en Californie, dont la population s’élevait à 212 375 habitants en 2010. Elle se situe dans la banlieue sud de Los Angeles. C'est une ville planifiée par la Irvine Company dans les années 1960. La ville est un centre en développement des industries du commerce et de la technologie. Plusieurs compagnies y ont leur siège social, dont les divisions américaines de Toshiba, Archos, Blizzard Entertainment et Broadcom. On peut citer aussi d'autres entreprises comme les bureaux de Ford, Mazda, également l'entreprise Inamorata, les chaînes de restauration rapide In-N-Out Burger et Taco Bell. Les deux premiers employeurs de la ville sont l'université de Californie à Irvine et Verizon Wireless.

## Démographie
| Groupe            | Irvine | Californie | États-Unis |
| ----------------- | ------ | ---------- | ---------- |
| Blancs            | 50,5   | 57,6       | 72,4       |
| Asiatiques        | 39,2   | 13,1       | 4,8        |
| Métis             | 5,5    | 4,9        | 2,9        |
| Autres            | 2,8    | 17,0       | 6,2        |
| Afro-Américains   | 1,8    | 6,2        | 12,6       |
| Amérindiens       | 0,2    | 1,0        | 0,9        |
| Océaniens         | 0,2    | 0,4        | 0,2        |
| Total             | 100    | 100        | 100        |
|                   |        |            |            |
| Latino-Américains | 9,2    | 37,6       | 16,7       |

Selon l’American Community Survey, pour la période 2011-2015, 52,19 % de la population âgée de plus de 5 ans déclare parler l’anglais à la maison, 11,17 % déclare parler une langue chinoise, 6,80 % le coréen, 5,98 % l’espagnol, 4,60 % le persan, 3,08 % le vietnamien, 2,29 % l'arabe, 2,06 % le japonais, 1,48 % le tagalog, 1,34 % l’hindi, 0,91 % l’ourdou, 0,73 % le russe, 0,53 % le gujarati et 6,85 % une autre langue.
| 1970   | 1980   | 1990    | 2000    | 2010    | 2020    |
| ------ | ------ | ------- | ------- | ------- | ------- |
| 10 081 | 62 127 | 110 330 | 143 072 | 212 375 | 307 670 |

## Éducation

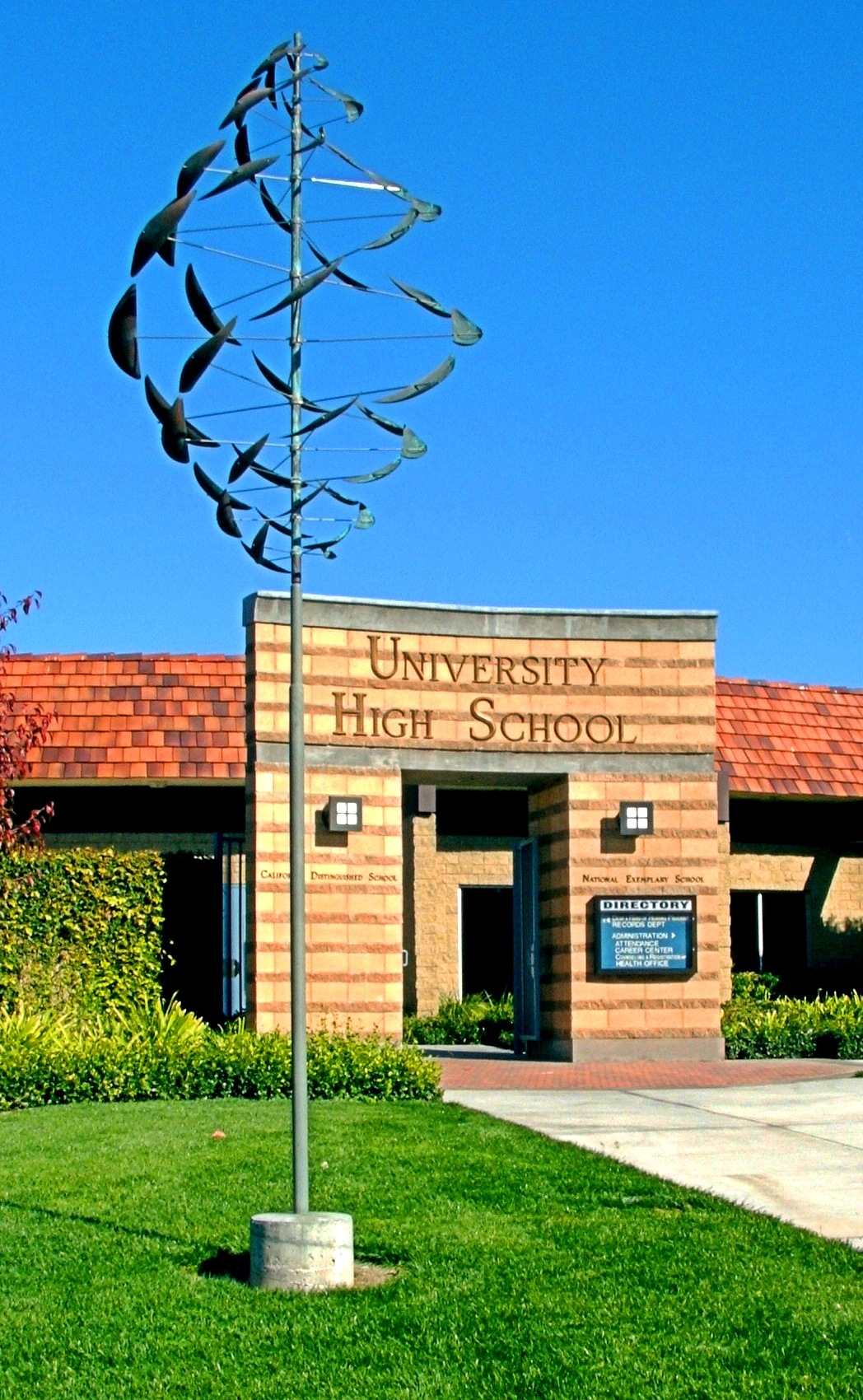
Entrée de l'University High School.

- Université de Californie à Irvine

## Économie
Le siège de Mega Brands America se trouve à Irvine.

## Jumelages
- Tsukuba (Japon)
- Hermosillo (Mexique)
- Taoyuan (municipalité spéciale de Taïwan) (Taïwan)
- Seocho-gu (Corée du Sud)

## Tourisme
Depuis 2007, la société Aerophile exploite un ballon captif au cœur de l'Orange County Great Park, à l'est d'Irvine. Situé sur une ancienne base de la Navy américaine, le Great Park du comté d’Orange est devenu le poumon des activités de plein air du sud de Los Angeles. À proximité de la National 5, le ballon est visible à des kilomètres à la ronde.[réf. nécessaire]

## Personnalités liées à la ville
- Hailey Langland, snowboardeuse américaine.
- Rebecca Black, chanteuse américaine.
- Ruby the Corgi, chien star d’Instagram

## Source
- (en) Cet article est partiellement ou en totalité issu de l’article de Wikipédia en anglais intitulé « Irvine, California » (voir la liste des auteurs).

1. ↑  (ru) « Donald Bren », sur biography-wiki.com, 10 février 2023 (consulté le 3 mars 2023)
2. ↑  « U.S. Census Bureau QuickFacts: Irvine city, California », Bureau du recensement des États-Unis (consulté le 2 août 2024)
3. ↑  (en) « Census of Population and Housing » [archive du 12 mai 2015], Census.gov (consulté le 4 juin 2015)
4. ↑  (en) « Irvine, CA Population - Census 2010 and 2000 », sur censusviewer.com.
5. ↑  (en) « Population of California - Census 2010 and 2000 », sur censusviewer.com.
6. ↑  (en) « Language spoken at home by ability to speak English for the population 5 years and over ».
7. ↑  « Statistiques des États-Unis (Californie) - Profils des communautés de 2010 » (consulté en novembre 2020)